# Großer Preis von Europa 1999
Der Große Preis von Europa 1999 (offiziell Warsteiner Grand Prix of Europe) fand am 26. September auf dem Nürburgring in Nürburg statt und war das 14. Rennen der Formel-1-Weltmeisterschaft 1999.

## Bericht

### Hintergrund
Nach dem Großen Preis von Italien führten Mika Häkkinen und Eddie Irvine in der Fahrerwertung punktgleich mit zehn Punkten vor Heinz-Harald Frentzen. In der Konstrukteurswertung führte McLaren-Mercedes mit sechs Punkten vor Ferrari und mit 51 Punkten vor Jordan-Mugen-Honda.
Nach dem Rennen in Italien legten McLaren, Williams, Jordan und Stewart Testtage in Magny-Cours ein, David Coulthard holte an allen drei Tagen die jeweilige Bestzeit. Ferrari testete in Mugello mit Irvine und Mika Salo sowie in Fiorano mit Luca Badoer. Benetton testete ihre Aerodynamik-Bauteile am Cotswold Airport.
Salo ersetzte bei Ferrari ein sechstes und letztes Mal Michael Schumacher.
Mit Häkkinen und Jacques Villeneuve (jeweils einmal) traten zwei ehemalige Sieger zu diesem Grand Prix an.

### Training

#### Freitagstraining
Häkkinen holte sich mit 1:20,758 Minuten die schnellste Zeit vor Salo, Olivier Panis, Irvine, Ralf Schumacher und Coulthard. Badoer konnte mit eineinhalb Sekunden Rückstand auf die Bestzeit die fünfzehntschnellste Runde mit einem Minardi belegen und ließ so unter anderem Alessandro Zanardi und Alexander Wurz hinter sich. Der langsamste Fahrer, Toranosuke Takagi, lag rund dreieinhalb Sekunden hinter der Bestzeit.

#### Samstagstraining
Erneut holte sich Häkkinen mit 1:18,945 Minuten die schnellste Trainingszeit vor Ralf Schumacher, Irvine, Coulthard, Rubens Barrichello und Damon Hill. Salo, der zweite Ferrari-Fahrer, erreichte nur den 14. Platz. Der langsamste Fahrer, Pedro de la Rosa, lag rund dreieinhalb Sekunden hinter der Bestzeit.

### Qualifying
Stunden vor dem Qualifying gab es einen starken Regenfall. Die Pole-Position sicherte sich zum zweiten Mal in seiner Karriere Frentzen mit 1:19,910 Minuten, dahinter folgten Coulthard, Häkkinen, Ralf Schumacher, Panis und Giancarlo Fisichella. Die Ferrari-Piloten Irvine und Salo belegten nur die Plätze neun und zwölf. Der langsamste Fahrer, de la Rosa, lag rund vier Sekunden hinter der Bestzeit.

### Warm-up
Fisichella war mit 1:26,935 Minuten der schnellste Fahrer vor Coulthard, Frentzen, Ralf Schumacher, Panis und Häkkinen. Irvine und Salo belegten erneut die hinteren Plätze mit zehn und acht. Der langsamste Fahrer, Takagi, lag rund vier Sekunden hinter der Bestzeit.

### Rennen

#### Erster Start
Vor dem Rennen gab es kleinere Regenfälle, doch vor dem Start trocknete die Strecke wieder komplett. Der erste Start wurde abgebrochen, nachdem Zanardi sich eine Startreihe zu weit hinten gestellt hatte und Marc Gené Probleme mit dem Wagen hatte. Mehrere Fahrer, unter anderem Frentzen und Häkkinen, rollten mit ihren Wagen an und liefen Gefahr, dass die Kupplung beim zweiten Start zu sehr abgenutzt ist. Es wurde eine neue Einführungsrunde gefahren, wobei Gené vom Ende des Feldes starten musste und das Rennen um eine Runde gekürzt wurde.

#### Zweiter Start
Das Führungstrio kam sehr gut weg, Häkkinen konnte Coulthard für Platz zwei überholen und Frentzen die Führung behaupten. Im hinteren Teil des Feldes erlitt Hill nach der ersten Kurve Elektrikprobleme und konnte so nicht beschleunigen. Jean Alesi wich trotz Vollgas über das Gras aus, Wurz sah Hill zu spät, schwenkte im letzten Moment nach rechts aus und traf Pedro Diniz, der sich daraufhin überschlug. Der Überrollbügel des Saubers nahm einen Großteil der Aufprallenergie auf und brach schließlich ab, wodurch Diniz sehr gefährdet wurde. Die Oberfläche des Helmes war übersät mit Erde. Diniz wurde mitsamt seinem Sitz aus dem Wagen geborgen und in ein Krankenhaus gebracht. Er überstand den Unfall glimpflich, mit Prellungen an Schulter und Knie.
Das Safety-Car wurde durch den Unfall auf die Strecke geschickt. In Runde sechs wurde das Rennen wieder freigegeben, auf den vorderen Plätzen gab es keine Verschiebungen und so führte Frentzen weiterhin vor Häkkinen, Coulthard, Ralf Schumacher, Fisichella, Panis und auf Platz sieben Irvine, welcher dann in der vorletzten Kurve an Panis für Platz sechs vorbeiging. In Runde elf drehten sich de la Rosa und Zanardi in der letzten Kurve gleichzeitig, allerdings konnte Zanardi den Motor nicht anbehalten und musste das Rennen aufgeben. Als die Führenden zur Kurve kam, war der Wagen noch nicht komplett von der Strecke geschoben.
In Runde 17 setzte erstmals leichter Regen auf der Zielgerade ein, daraufhin entschieden sich unter anderem Häkkinen, Panis und Salo, Regenreifen aufzuziehen. Eine Runde darauf holte sich Irvine auch neue Reifen, doch das Boxenteam richtete anfänglich Regenreifen her, nur um diese dann erneut nicht zu verwenden und stattdessen Trockenreifen zu montieren. Der ganze misslungene Boxenstopp kostete Irvine rund eine halbe Minute. Häkkinens Wahl erwies sich als falsch, denn seine Rundenzeiten waren rund acht Sekunden langsamer als die der Fahrer mit Trockenreifen und Irvine konnte mit Leichtigkeit Häkkinen für den zwölften Platz überholen. In Runde 24, vier Runden mit Regenreifen, wechselten Häkkinen und Salo erneut auf Trockenreifen, in Runde 26 wurde Häkkinen schließlich von Frentzen überrundet. In Runde 31 kamen der Führende Frentzen und der Zweite Coulthard gleichzeitig an die Box, doch Frentzen blieb vor Coulthard, bis er zwei Kurven später ausrollte und Coulthard die Führung übernahm.
In Runde 34 setzte erneut Regen ein, nur diesmal wesentlich stärker, viele entschieden sich daraufhin für Regenreifen, doch der Führende Coulthard und der Zweite Ralf Schumacher blieben bei den Trockenreifen. In Runde 37 rutschte Coulthard allerdings von der Strecke und musste aufgeben, Ralf Schumacher übernahm nun die Führung. In Runde 40 kam die Sonne durch die Wolkendecke durch, doch die Strecke war weiterhin sehr nass und Irvine holte sich auf Platz sieben liegend Regenreifen in der Box ab. In Runde 45 flog Takagi von der Strecke ab und sein abgerissenes Rad rollte am Streckenrand entlang. Der Führende Fisichella, welcher Ralf Schumacher durch dessen Boxenstopp überholen konnte, flog in Runde 48 ab und konnte ebenfalls nicht mehr weiterfahren. Ralf Schumacher lag nun wieder auf Platz eins, bis ihn ein Reifenschaden in Runde 49 zurückwarf und Johnny Herbert nun in Führung lag. Währenddessen lag Badoer mit Minardi auf Platz vier, bis in Runde 54 das Getriebe kaputt ging. Dies ermöglichte Gené den sechsten Platz und somit den ersten Punkt für Minardi seit dem Großen Preis von Australien 1995. Zwischenzeitlich lag Gené auf Platz fünf, da Villeneuve ausschied, doch in Runde 62 ging Häkkinen am Spanier vorbei. Genés Leistungen wurden von vielen als einer von ein paar ausschlaggebenden Punkte für die verlorene Weltmeisterschaft für Irvine angesehen, da er auf Platz sieben hinter Gené keine Punkte mehr erreichte und am Ende der Saison Häkkinen um zwei Punkte Weltmeister wurde.
Herbert gewann das Rennen von Europa 1999 vor Jarno Trulli und Rubens Barrichello. Dies war der erste Sieg für Herbert seit dem Großen Preis von Italien 1995 und auch sein letzter Formel-1-Sieg. Dies war zugleich der erste und gleichzeitig letzte Sieg für den Rennstall Stewart und auch die letzte Podiumsplatzierung für Prost. Die Siegertrophäe für Herbert wurde von Otto Schily, dem Innenminister Deutschlands, überreicht. Den Pokal für den siegreichen Konstrukteur Stewart nahm der Teamgründer Jackie Stewart von Frank Spitzhüttl, dem Chief Executive Officer vom Hauptsponsor Warsteiner, entgegen.
Häkkinen sicherte sich mit 1:21,282 Minuten die schnellste Runde.
Sowohl in der Fahrer- als auch in der Konstrukteurswertung blieben die ersten drei Positionen unverändert.

## Meldeliste
| Team                         | Nr. | Fahrer                | Chassis        | Motor                 | Reifen |
| ---------------------------- | --- | --------------------- | -------------- | --------------------- | ------ |
| West McLaren Mercedes        | 01  | Mika Häkkinen         | McLaren MP4/14 | Mercedes-Benz 3.0 V10 | B      |
| West McLaren Mercedes        | 02  | David Coulthard       | McLaren MP4/14 | Mercedes-Benz 3.0 V10 | B      |
| Scuderia Ferrari Marlboro    | 03  | Mika Salo             | Ferrari F399   | Ferrari 3.0 V10       | B      |
| Scuderia Ferrari Marlboro    | 04  | Eddie Irvine          | Ferrari F399   | Ferrari 3.0 V10       | B      |
| Winfield Williams            | 05  | Alessandro Zanardi    | Williams FW21  | Supertec 3.0 V10      | B      |
| Winfield Williams            | 06  | Ralf Schumacher       | Williams FW21  | Supertec 3.0 V10      | B      |
| Benson & Hedges Jordan       | 07  | Damon Hill            | Jordan 199     | Mugen-Honda 3.0 V10   | B      |
| Benson & Hedges Jordan       | 08  | Heinz-Harald Frentzen | Jordan 199     | Mugen-Honda 3.0 V10   | B      |
| Mild Seven Benetton Playlife | 09  | Giancarlo Fisichella  | Benetton B199  | Playlife 3.0 V10      | B      |
| Mild Seven Benetton Playlife | 10  | Alexander Wurz        | Benetton B199  | Playlife 3.0 V10      | B      |
| Red Bull Sauber Petronas     | 11  | Jean Alesi            | Sauber C18     | Petronas 3.0 V10      | B      |
| Red Bull Sauber Petronas     | 12  | Pedro Diniz           | Sauber C18     | Petronas 3.0 V10      | B      |
| Arrows                       | 14  | Pedro de la Rosa      | Arrows A20     | Arrows 3.0 V10        | B      |
| Arrows                       | 15  | Toranosuke Takagi     | Arrows A20     | Arrows 3.0 V10        | B      |
| Stewart Ford                 | 16  | Rubens Barrichello    | Stewart SF3    | Ford Cosworth 3.0 V10 | B      |
| Stewart Ford                 | 17  | Johnny Herbert        | Stewart SF3    | Ford Cosworth 3.0 V10 | B      |
| Gauloises Prost Peugeot      | 18  | Olivier Panis         | Prost AP02     | Peugeot 3.0 V10       | B      |
| Gauloises Prost Peugeot      | 19  | Jarno Trulli          | Prost AP02     | Peugeot 3.0 V10       | B      |
| Fondmetal Minardi Ford       | 20  | Luca Badoer           | Minardi M01    | Ford 3.0 V10          | B      |
| Fondmetal Minardi Ford       | 21  | Marc Gené             | Minardi M01    | Ford 3.0 V10          | B      |
| British American Racing      | 22  | Jacques Villeneuve    | BAR 01         | Supertec 3.0 V10      | B      |
| British American Racing      | 23  | Ricardo Zonta         | BAR 01         | Supertec 3.0 V10      | B      |

## Klassifikation

### Qualifying
| Pos.                                                                       | Fahrer                | Konstrukteur       | Zeit     | Start |
| -------------------------------------------------------------------------- | --------------------- | ------------------ | -------- | ----- |
| 01                                                                         | Heinz-Harald Frentzen | Jordan-Mugen-Honda | 1:19,910 | 01    |
| 02                                                                         | David Coulthard       | McLaren-Mercedes   | 1:20,176 | 02    |
| 03                                                                         | Mika Häkkinen         | McLaren-Mercedes   | 1:20,376 | 03    |
| 04                                                                         | Ralf Schumacher       | Williams-Supertec  | 1:20,444 | 04    |
| 05                                                                         | Olivier Panis         | Prost-Peugeot      | 1:20,638 | 05    |
| 06                                                                         | Giancarlo Fisichella  | Benetton-Playlife  | 1:20,781 | 06    |
| 07                                                                         | Damon Hill            | Jordan-Mugen-Honda | 1:20,818 | 07    |
| 08                                                                         | Jacques Villeneuve    | BAR-Supertec       | 1:20,825 | 08    |
| 09                                                                         | Eddie Irvine          | Ferrari            | 1:20,842 | 09    |
| 10                                                                         | Jarno Trulli          | Prost-Peugeot      | 1:20,965 | 10    |
| 11                                                                         | Alexander Wurz        | Benetton-Playlife  | 1:21,144 | 11    |
| 12                                                                         | Mika Salo             | Ferrari            | 1:21,314 | 12    |
| 13                                                                         | Pedro Diniz           | Sauber-Petronas    | 1:21,345 | 13    |
| 14                                                                         | Johnny Herbert        | Stewart-Ford       | 1:21,379 | 14    |
| 15                                                                         | Rubens Barrichello    | Stewart-Ford       | 1:21,490 | 15    |
| 16                                                                         | Jean Alesi            | Sauber-Petronas    | 1:21,634 | 16    |
| 17                                                                         | Ricardo Zonta         | BAR-Supertec       | 1:22,267 | 17    |
| 18                                                                         | Alessandro Zanardi    | Williams-Supertec  | 1:22,284 | 18    |
| 19                                                                         | Luca Badoer           | Minardi-Ford       | 1:22,631 | 19    |
| 20                                                                         | Marc Gené             | Minardi-Ford       | 1:22,760 | 20    |
| 21                                                                         | Toranosuke Takagi     | Arrows             | 1:23,401 | 21    |
| 22                                                                         | Pedro de la Rosa      | Arrows             | 1:23,698 | 22    |
| 107-Prozent-Zeit: 1:25,504 min (bezogen auf die Bestzeit von 1:19,910 min) |                       |                    |          |       |

### Rennen
| Pos. | Fahrer                | Konstrukteur       | Runden | Stopps | Zeit        | Start | Schnellste Runde |
| ---- | --------------------- | ------------------ | ------ | ------ | ----------- | ----- | ---------------- |
| 01   | Johnny Herbert        | Stewart-Ford       | 66     | 2      | 1:41:54,314 | 14    | 1:23,010 (32.)   |
| 02   | Jarno Trulli          | Prost-Peugeot      | 66     | 3      | + 22,619    | 10    | 1:23,742 (30.)   |
| 03   | Rubens Barrichello    | Stewart-Ford       | 66     | 1      | + 22,866    | 15    | 1:22,960 (32.)   |
| 04   | Ralf Schumacher       | Williams-Supertec  | 66     | 3      | + 39,508    | 04    | 1:22,237 (64.)   |
| 05   | Mika Häkkinen         | McLaren-Mercedes   | 66     | 2      | + 1:02,950  | 03    | 1:21,282 (64.)   |
| 06   | Marc Gené             | Minardi-Ford       | 66     | 1      | + 1:05,154  | 20    | 1:23,657 (30.)   |
| 07   | Eddie Irvine          | Ferrari            | 66     | 3      | + 1:06,683  | 09    | 1:22,332 (65.)   |
| 08   | Ricardo Zonta         | BAR-Supertec       | 65     | 3      | + 1 Runde   | 17    | 1:23,067 (64.)   |
| 09   | Olivier Panis         | Prost-Peugeot      | 65     | 2      | + 1 Runde   | 05    | 1:23,905 (16.)   |
| 10   | Jacques Villeneuve    | BAR-Supertec       | 61     | 1      | DNF         | 08    | 1:22,564 (32.)   |
| –    | Luca Badoer           | Minardi-Ford       | 53     | 1      | DNF         | 19    | 1:23,745 (33.)   |
| –    | Pedro de la Rosa      | Arrows             | 52     | 2      | DNF         | 22    | 1:24,857 (08.)   |
| –    | Giancarlo Fisichella  | Benetton-Playlife  | 48     | 1      | DNF         | 06    | 1:22,244 (31.)   |
| –    | Mika Salo             | Ferrari            | 44     | 2      | DNF         | 12    | 1:23,404 (31.)   |
| –    | Toranosuke Takagi     | Arrows             | 42     | 2      | DNF         | 21    | 1:24,848 (30.)   |
| –    | David Coulthard       | McLaren-Mercedes   | 37     | 1      | DNF         | 02    | 1:21,835 (29.)   |
| –    | Jean Alesi            | Sauber-Petronas    | 35     | 2      | DNF         | 16    | 1:23,097 (15.)   |
| –    | Heinz-Harald Frentzen | Jordan-Mugen-Honda | 32     | 1      | DNF         | 01    | 1:22,082 (29.)   |
| –    | Alessandro Zanardi    | Williams-Supertec  | 10     | 0      | DNF         | 18    | 1:24,300 (09.)   |
| –    | Damon Hill            | Jordan-Mugen-Honda | 0      | 0      | DNF         | 07    | –                |
| –    | Alexander Wurz        | Benetton-Playlife  | 0      | 0      | DNF         | 11    | –                |
| –    | Pedro Diniz           | Sauber-Petronas    | 0      | 0      | DNF         | 13    | –                |

## WM-Stände nach dem Rennen
Die ersten sechs des Rennens bekamen 10, 6, 4, 3, 2 bzw. 1 Punkt(e).

### Fahrerwertung
| Pos. | Fahrer                | Konstrukteur         | Punkte |
| ---- | --------------------- | -------------------- | ------ |
| 01   | Mika Häkkinen         | McLaren-Mercedes     | 62     |
| 02   | Eddie Irvine          | Ferrari              | 60     |
| 03   | Heinz-Harald Frentzen | Jordan-Mugen-Honda   | 50     |
| 04   | David Coulthard       | McLaren-Mercedes     | 48     |
| 05   | Ralf Schumacher       | Williams-Supertec    | 33     |
| 06   | Michael Schumacher    | Ferrari              | 32     |
| 07   | Rubens Barrichello    | Stewart-Ford         | 19     |
| 08   | Giancarlo Fisichella  | Benetton-Playlife    | 13     |
| 09   | Johnny Herbert        | Stewart-Ford         | 12     |
| 10   | Mika Salo             | Ferrari/BAR-Supertec | 10     |
| 11   | Jarno Trulli          | Prost-Peugeot        | 7      |
| 12   | Damon Hill            | Jordan-Mugen-Honda   | 7      |

| Pos. | Fahrer             | Konstrukteur      | Punkte |
| ---- | ------------------ | ----------------- | ------ |
| 13   | Alexander Wurz     | Benetton-Playlife | 3      |
| 14   | Pedro Diniz        | Sauber-Petronas   | 3      |
| 15   | Olivier Panis      | Prost-Peugeot     | 2      |
| 16   | Marc Gené          | Minardi-Ford      | 1      |
| 17   | Jean Alesi         | Sauber-Petronas   | 1      |
| 18   | Pedro de la Rosa   | Arrows            | 1      |
| 19   | Alessandro Zanardi | Williams-Supertec | 0      |
| 20   | Toranosuke Takagi  | Arrows            | 0      |
| 21   | Ricardo Zonta      | BAR-Supertec      | 0      |
| 22   | Luca Badoer        | Minardi-Ford      | 0      |
| 23   | Jacques Villeneuve | BAR-Supertec      | 0      |
| –    | Stéphane Sarrazin  | Minardi-Ford      | 0      |

### Konstrukteurswertung
| Pos. | Konstrukteur       | Punkte |
| ---- | ------------------ | ------ |
| 01   | McLaren-Mercedes   | 110    |
| 02   | Ferrari            | 102    |
| 03   | Jordan-Mugen-Honda | 57     |
| 04   | Williams-Supertec  | 33     |
| 05   | Stewart-Ford       | 31     |
| 06   | Benetton-Playlife  | 16     |

| Pos. | Konstrukteur    | Punkte |
| ---- | --------------- | ------ |
| 07   | Prost-Peugeot   | 9      |
| 08   | Sauber-Petronas | 4      |
| 09   | Minardi-Ford    | 1      |
| 10   | Arrows          | 1      |
| 11   | BAR-Supertec    | 0      |